# Horseheads
Horseheads è un comune degli Stati Uniti d'America, situato nello Stato di New York, nella contea di Chemung.